# Ephydrella
Ephydrella is een vliegengeslacht uit de familie van de oevervliegen (Ephydridae).

## Soorten
- Ephydrella acrostichalis (Malloch, 1925)
- Ephydrella aquaria (Hutton, 1901)[2]
- Ephydrella assimilis (Tonnoir & Malloch, 1926)
- Ephydrella breviseta (Malloch, 1925)[3]
- Ephydrella macquariensis (Womersley, 1937)
- Ephydrella marshalli Bock, 1987[4]
- Ephydrella novaezealandiae (Tonnoir & Malloch, 1926)
- Ephydrella spathulata Cresson, 1935[5]
  - = Mydaezealandia glauca Salmon, 1937
- Ephydrella tasmaniae Bock, 1987[4]
- Ephydrella thermarum Dumbleton, 1969